# Brusselse metro

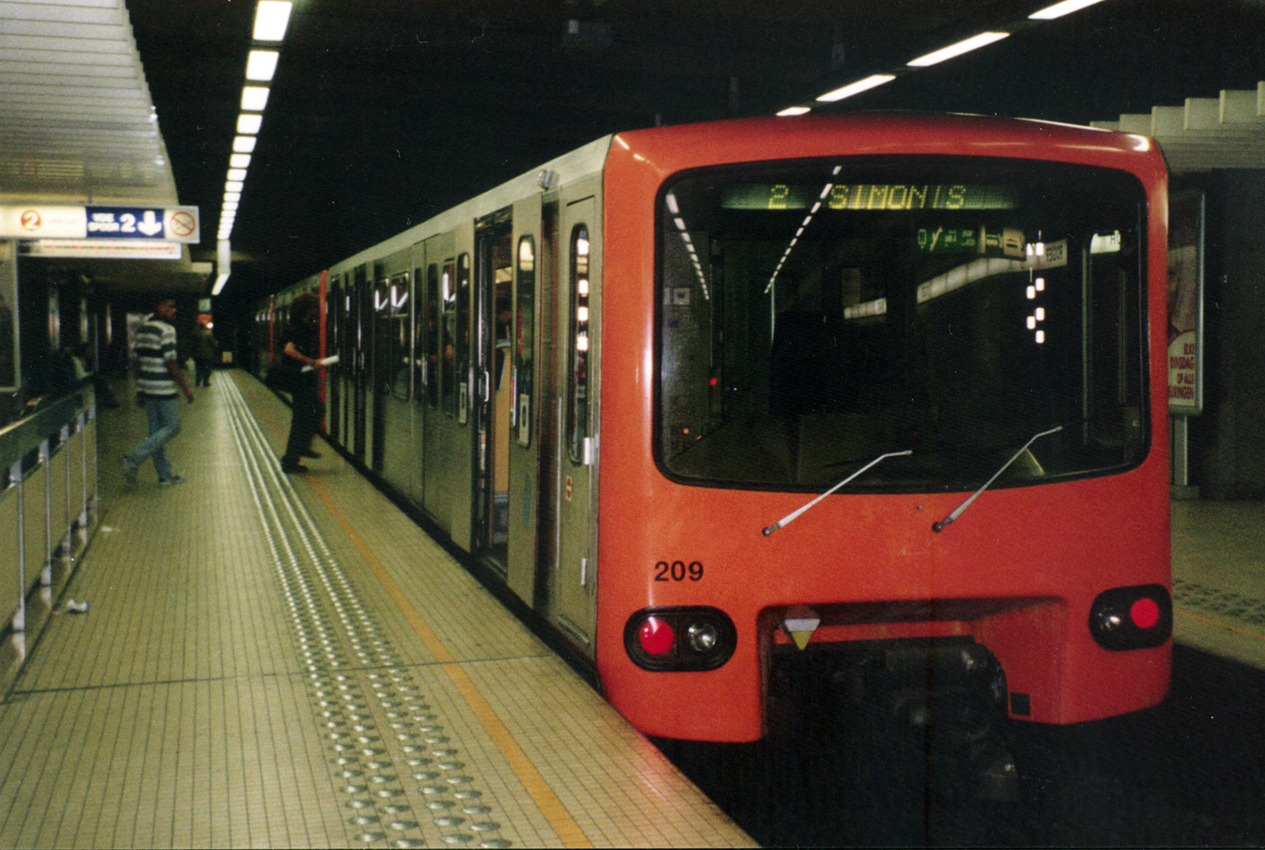
Een metrorijtuig op station Rogier

De Brusselse metro vormt de ruggengraat van het openbaar vervoer in het Brussels Hoofdstedelijk Gewest. Sinds de opening in 1976 is het metronet uitgegroeid tot een lengte van 40 kilometer, verdeeld over vier lijnen met een totaal van 59 of 60 stations (afhankelijk of Elisabeth en Simonis al dan niet als hetzelfde station beschouwd worden). Het metronet bestaat uit twee basislijnen, een ringlijn en een oost-westlijn door het centrum, en vier radialen die elk met een van de twee basislijnen verbonden zijn. Met een gemiddelde stationsafstand van minder dan 700 meter is het netwerk redelijk fijnmazig.
De metro wordt, evenals de stadsbussen en trams, geëxploiteerd door de Maatschappij voor het Intercommunaal Vervoer te Brussel (MIVB) (Frans: STIB). De huidige lijnen zijn ontstaan als tramtunnels (premetro), die al met het oog op ombouw tot volwaardige metrolijnen gebouwd werden. Aanvullend op het metronet bestaan er nog altijd verschillende premetrolijnen in de stad (zie Brusselse premetro).
De Brusselse metro wordt dagelijks gebruikt door 450.000 mensen. De Brusselse metro staat op de 61e plaats (inclusief premetro) van langste metro's van de wereld. Wat de meeste stations ter wereld betreft staat de metro op een 26e plaats.

## Geschiedenis
Reeds in 1892 ontstonden, in navolging van de projecten in Londen en Parijs, de eerste metroplannen voor Brussel. Gedurende de eerste helft van de 20e eeuw werden diverse netten ontworpen, die echter van de bevolking noch van het stadsbestuur steun kregen.
De eerste concrete stappen werden pas gezet in de jaren 1950, met de opening van een korte tramtunnel aan het Zuidstation. Vanaf het begin van de jaren 1970 kwam de tunnelbouw goed op gang en nadat de tunnels eerst een tijd door trams bereden waren kwam de Brusselse metro in 1976 dan echt in bedrijf.

### Vroege plannen

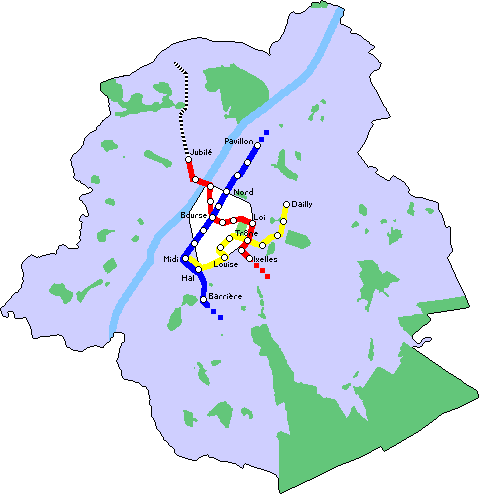
Het plan van Dyle & Bacalan

Een van de nooit gerealiseerde vroege metroprojecten werd in 1925 geïnitieerd door de spoorweg- en vliegtuigbouwer Dyle & Bacalan. Naast een net van drie metrolijnen stelde het bedrijf een spoorwegtunnel tussen het Noord- en het Zuidstation voor via de Adolphe Max-, Anspach- en Lemonnierlaan, parallel aan een van de metrolijnen. Deze noord-zuidverbinding werd in de jaren 1950 daadwerkelijk gerealiseerd, zij het over een andere route. Een tweede aanvullende lijn behelsde een tramverbinding naar het tentoonstellingsterrein op de Heizel.
Het eigenlijke metronet zou de volgende lijnen omvatten:
- Een noord-zuidlijn onder de centrale boulevards (blauw op de kaart), die in het noorden zou voeren naar de Paviljoensplaats in Schaarbeek en zijn zuidelijke eindpunt aan de Bareel van Sint-Gillis zou hebben. Voor de infrastructuur van deze lijn in centrum wilde men gebruikmaken van de oude bedding van de Zenne. De noord-zuidas van de premetro (zie verderop) volgt grotendeels het tracé van deze nooit gebouwde metrolijn.
- Een lijn van het noordwesten naar het zuidoosten (rood op de kaart), tussen Molenbeek en Elsene, die de noord-zuidlijn zou kruisen aan het Beursplein. Het tracé is op twee plaatsen gelijk aan dat van de huidige ringlijn 2/6, maar voert tussen IJzer en Kunst-Wet door in plaats van om het centrum, deels parallel aan de huidige lijn 1/5.
- Een derde lijn (geel op de kaart) zou in een later stadium gebouwd worden en het Zuidstation via de kleine ring, de Regentschapstraat, het Luxemburgstation en de Wijk van de Squares verbinden met het zuiden van Schaarbeek. Ook deze lijn zou deels het tracé van de ringlijn volgen.

### De premetro
Na de Tweede Wereldoorlog gingen er stemmen op de tramlijnen ondergronds te brengen en de straten van de stad te reserveren voor het aldoor groeiende autoverkeer. De snelheid van de trams ging door verkeersopstoppingen steeds verder omlaag, waardoor er werd besloten waar mogelijk vrije trambanen aan te leggen en de lijnen in het centrum door tunnels te laten lopen.

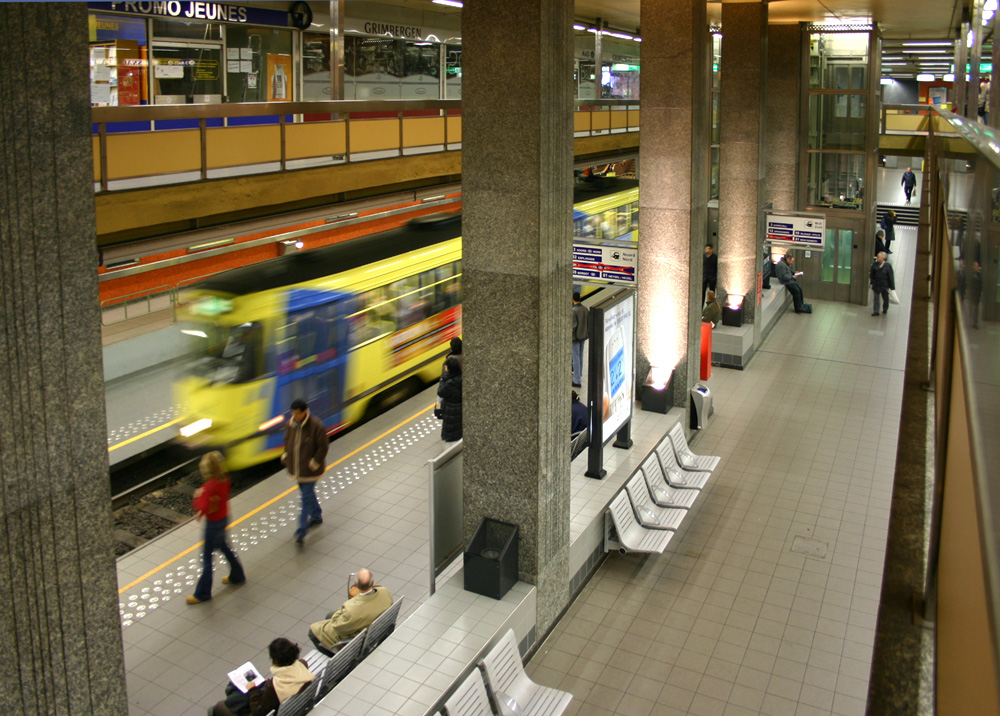
Premetrostation De Brouckère

In 1957 werd de eerste tunnel geopend nabij het overbelaste Grondwetplein, tussen het Zuidstation en het huidige station Lemonnier. De tunnel werd tegelijk aangelegd met diverse andere werken die in verband met de wereldtentoonstelling van 1958 uitgevoerd werden. De Grondwettunnel is nog altijd in gebruik als onderdeel van de noord-zuidas van de premetro.
In 1963 zette de Belgische regering werkgroepen op om de verkeersproblemen van de vijf grootste steden van België (Brussel, Antwerpen, Luik, Gent en Charleroi) aan te pakken. Er werd geld vrijgemaakt voor projecten, waarbij 50% van het budget bestemd was voor Brussel, 25% voor de Vlaamse en 25% voor de Waalse steden. Genoeg geld om op korte termijn volwaardige metrolijnen aan te leggen was er echter niet. Bovendien had de MIVB een aantal jaar daarvoor nieuw trammaterieel aangeschaft om de verwachte toevloed van reizigers naar Expo 58 het hoofd te bieden. Men besloot daarom trams te laten rijden door de tunnels, die evenwel op zodanige schaal werden gebouwd, dat het mogelijk was ze later als echte metrolijnen te exploiteren. Dit concept werd premetro genoemd.
De eerste lijn werd geopend op 20 december 1969 tussen het De Brouckèreplein in het centrum van de stad en station Schuman in de Europese Wijk. Een jaar later kwam onder de kleine ring, tussen Madou en de Naamsepoort, een tweede premetrotunnel in gebruik.

### De metroplannen van 1969
In het jaar dat de eerste premetrotunnel in dienst werd genomen, verscheen een ambitieus plan dat voorzag in de bouw van vijf volwaardige metrolijnen, die in het eerste stadium als premetrolijnen geëxploiteerd zouden worden en binnen 30 jaar gereed moesten zijn.
De volgende tracés werden voorgesteld:

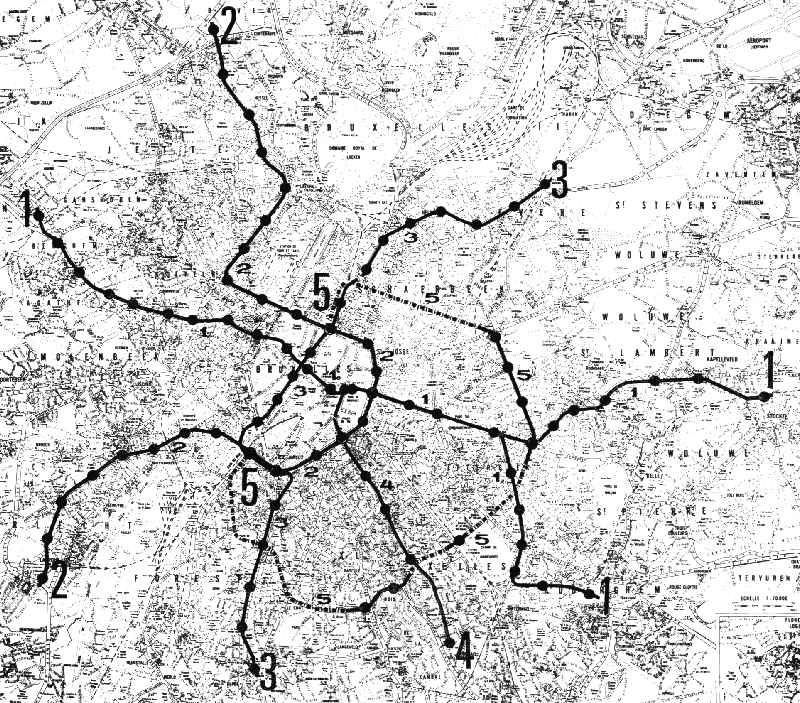
Kaart van het netwerk zoals het in 1969 was voorzien

- Lijn 1: Een oost-westlijn die zich in het oosten in twee takken splitst. Aan de westzijde zou de lijn onder de Gentsesteenweg lopen tot in Berchem. Het centrale en oostelijke deel zijn daadwerkelijk aangelegd.
- Lijn 2: Een halve ringlijn rond het oosten van stadscentrum, die in het noordwesten naar de Heizel zou lopen (nu lijn 6) en in het zuidwesten naar het zuiden van de gemeente Anderlecht (nu gedeeltelijk lijn 5).
- Lijn 3: Een noord-zuidlijn dwars door het centrum, die in het zuiden naar Ukkel (Marlow) zou voeren en in het noorden via Schaarbeek naar station Bordet in de gemeente Evere. Het centrale deel tussen het Noordstation en Albert is nu in gebruik als premetro en wordt tegen 2020 omgebouwd tot volwaardige metro, tezamen met een verlenging naar Schaarbeek en Evere (Bordet).
- Lijn 4: Een korte lijn van het zuiden van Elsene (Boondaal) naar het stadscentrum (station Park).
- Lijn 5: De zogenaamde "Grote ring" van het Noord- naar het Zuidstation via het oosten van de stad, bovengronds met sommige ondergrondse delen. Een klein deel van deze lijn is daadwerkelijk gebouwd en wordt tussen Diamant en Boileau als premetro geëxploiteerd. Ook zijn er plannen de lijn door te trekken onder het Park van Vorst.

Nog voordat de eerste echte metrolijnen geopend werden, verscheen er een nieuw plan, dat in een groot aantal wijzigingen voorzag.

### De metroplannen van 1975
Het tweede plan presenteerde een nog ambitieuzer netwerk, waarbij de geplande lijnen tot buiten de stadsgrenzen zouden lopen, naar randgemeentes als Wemmel, Tervuren, Dilbeek en Linkebeek en naar de luchthaven. Ook in dit plan ging men uit van een premetrostadium; vanaf het midden van de jaren 1980 zouden alle lijnen de metrostatus verkregen hebben, waarna ze verder uitgebreid konden worden.
Het plan van 1975 introduceerde een oost-westlijn (lijn 1) die zich niet alleen in het oosten, maar ook in het westen in twee takken splitst. In aanvulling op het metronet was aan een lightrail-netwerk gedacht om enkele dunner bevolkte gebieden te bedienen en reizigers van en naar de metrostations te vervoeren. Een ander belangrijk onderdeel van het plan bestond uit de aanleg van P&R-terreinen aan de rand van de stad ten behoeve van forenzen. De buitentrajecten werden grotendeels bij benadering aangegeven, zodat de exacte routes later bepaald konden worden in overeenstemming met de ontwikkeling van het stedelijk gebied.
De volgende lijnen werden voorgesteld:
- Lijn 1: Een oost-westlijn die zich in het oosten en het westen in twee takken splitst. Aan de westzijde zou lijn 1A onder de Gentsesteenweg lopen tot aan de Brusselse Ringweg, waar een grote P+R-parking voorzien zou worden. In station Ossegem bevindt zich een extra niveau voor deze lijn, dat echter niet gebruikt wordt. Lijn 1B zou via stations Beekkant en Weststation naar Anderlecht gaan om zo de zuidwestelijke periferie te bereiken. In het oosten zou lijn 1A richting Oudergem gaan en lijn 1B richting Kraainem. Er werd ook aan een verlenging van lijn 1 tot in Tervuren gedacht. Behalve de westelijke lijn 1A en de verlenging naar Tervuren werd dit plan volledig uitgevoerd.
- Lijn 2: Een lijn rond het oosten van stadscentrum, die in het noordwesten naar de Heizel en Wemmel zou lopen en in het westen via de Wayezstraat (Anderlecht) en Sint-Guido naar het winkelcentrum Westland. In station Sint-Guido is een extra niveau aanwezig voor deze lijn.[2] Dit komt grotendeels overeen met de huidige lijn 6.
- Lijn 3: Een noord-zuidlijn dwars door het centrum, die in het zuiden via Ukkel naar Linkebeek zou voeren en in het noorden via Schaarbeek en Evere naar de luchthaven.
- Lijn 4: Een tweede oost-west lijn die Dilbeek via de Ninoofsesteenweg, Anneessens en Louiza of Naamsepoort met Ukkel en/of Watermaal-Bosvoorde zou verbinden. In stations Anneessens, Louiza en Naamsepoort is een niveau -3 aanwezig voor deze lijn.[2]
- Lijn 5: De "Grote ring" in het oosten van de stad, zoals reeds voorzien was in 1969.

Rond het jaar 2000 had het net compleet moeten zijn, maar het rapport maakt er gewag van dat het tijdsschema sterk afhankelijk is van de financiële mogelijkheden. Uiteindelijk zouden voornamelijk juist de financiën ervoor zorgen dat het project te ambitieus bleek.

### Opening en ontwikkeling van de metro
Op 20 september 1976 opende de eerste echte metrolijn (lijn 1A/B) na ombouw en uitbreiding van de premetrotunnel op de oost-westas. De lijn begon onder het centrale De Brouckèreplein en splitste bij station Merode in een tak naar Tomberg en naar Beaulieu. Al een jaar later werden aan beide uiteinden van de lijn korte uitbreidingen in gebruik genomen naar Sint-Katelijne en Demey.
In 1981 kwam de volgende uitbreiding. De lijn werd verlengd van Sint-Katelijne naar Beekkant. Een jaar later volgenden de uitbreidingen naar Sint-Guido en Bockstael in het westen en naar Alma in het oosten. Drie jaar hierna werden er weer verschillende stations geopend. Metrolijn 1A kreeg twee nieuwe eindpunten met Herrmann-Debroux en Heizel. Ook werd de verlenging op lijn 1B naar Veeweide geopend. Aan het einde van de jaren 80 werd lijn 1B uitgebreid naar Stokkel.

### Aanleg ringlijn en verdere uitbreidingen
De tweede metrolijn ontstond uit de premetrotunnel onder de kleine ring. Op 2 oktober 1988 werd lijn 2 geopend tussen Simonis (later hernoemd tot 'Elisabeth') en het Zuidstation. De lijn werd op 18 juni 1993 verlengd naar Clemenceau.
Ondertussen openden op lijn 1A en 1B ook nieuwe strekkingen. Vanaf Veeweide werd een nieuw stuk metrolijn 1B aangelegd tot Bizet, dat in 1992 opende. In 2003 volgde een verdere verlenging tot Erasmus. In 1998 werd de nieuwe terminus van 1A Koning Boudewijn.
De ringlijn werd uiteindelijk gesloten door op 4 april 2006 het traject naar Delacroix en op 4 april 2009 het traject naar het Weststation te openen.

### Reorganisatie netwerk
Na de sluiting van de metroring op 4 april 2009 werd het Brusselse metronet geherstructureerd. Naast lijn 2 kwam er op de ringlijn een nieuwe lijn 6, die vanaf het Weststation via Beekkant en Simonis doorrijdt naar Koning Boudewijn (eerst een deel van 1A). Het oostelijke deel van de vroegere lijn 1A werd gecombineerd met het westelijke deel van de voormalige lijn 1B en kreeg het lijnnummer 5. Lijn 1B werd onder het nieuwe nummer 1 beperkt tot het Weststation, waar nu alle metrolijnen samenkomen. Hierdoor behoort het tijdrovende keren van de treinen van lijn 1A in station Beekkant tot het verleden. Behalve voor lijn 2, werden voor alle lijnen nieuwe nummers ingesteld.

### Aanslag 22 maart 2016
Op 22 maart 2016 ontplofte een bom in een metrotrein bij het metrostation Maalbeek. De aanslag, de tweede op die dag, had grote gevolgen voor het metroverkeer. Het hele openbaar vervoer in Brussel werd stilgelegd. De volgende dagen was er maar beperkt metroverkeer mogelijk en werd er alleen gereden van 7:00 tot 19:00. Bovendien werden sommige metrostations gesloten en veel toegangen afgesloten. Tot 25 maart werd het traject Schuman - Kunst-Wet niet bereden.

## Infrastructuur

### Lijnen
Sinds 4 april 2009 bestaat het metronet uit vier lijnen. Samen met drie hoogwaardige premetrolijnen vormt de metro-premetro een snelnet van zeven lijnen, dat deel uitmaakt van het chrononetwerk:
| Lijn | Route                        | Stations | Lengte  | Bijzonderheden               |
| ---- | ---------------------------- | -------- | ------- | ---------------------------- |
|      | Weststation - Stokkel        | 21       | 12,5 km |                              |
|      | Elisabeth - Simonis          | 19       | 10,4 km | Versterkingslijn voor lijn 6 |
|      | Esplanade - Churchill        | 26       | 13,5 km | Onderdeel van de premetro    |
|      | Noordstation - Stalle        | 21       | 10 km   | Onderdeel van de premetro    |
|      | Erasmus - Herrmann-Debroux   | 28       | 17,5 km |                              |
|      | Elisabeth - Koning Boudewijn | 26       | 15,5 km |                              |
|      | Heizel - Vanderkindere       | 34       | 16,0 km | Onderdeel van de premetro    |

Het net sinds 4 april 2009

In de toekomst wordt er een nieuwe lijn aan het netwerk toegevoegd:
| Lijn | Route                   | Stations | Lengte | Bijzonderheden                                            |
| ---- | ----------------------- | -------- | ------ | --------------------------------------------------------- |
|      | Albert - Bordet Station | 18       |        | 2024: Albert - Noordstation 2030: Albert - Bordet Station |

Voor de herindeling van het net van 2009 en de voltooiing van het ringspoor bestonden er de volgende drie metrolijnen (klik hier voor een kaart):
| Lijn | Route                               | Stations | Lengte   |
| ---- | ----------------------------------- | -------- | -------- |
|      | Koning Boudewijn - Herrmann-Debroux | 27       | 17 km    |
|      | Erasmus - Stokkel                   | 30       | 18,5 km  |
|      | Simonis - Delacroix                 | 15       | <10,4 km |

### Aanleg

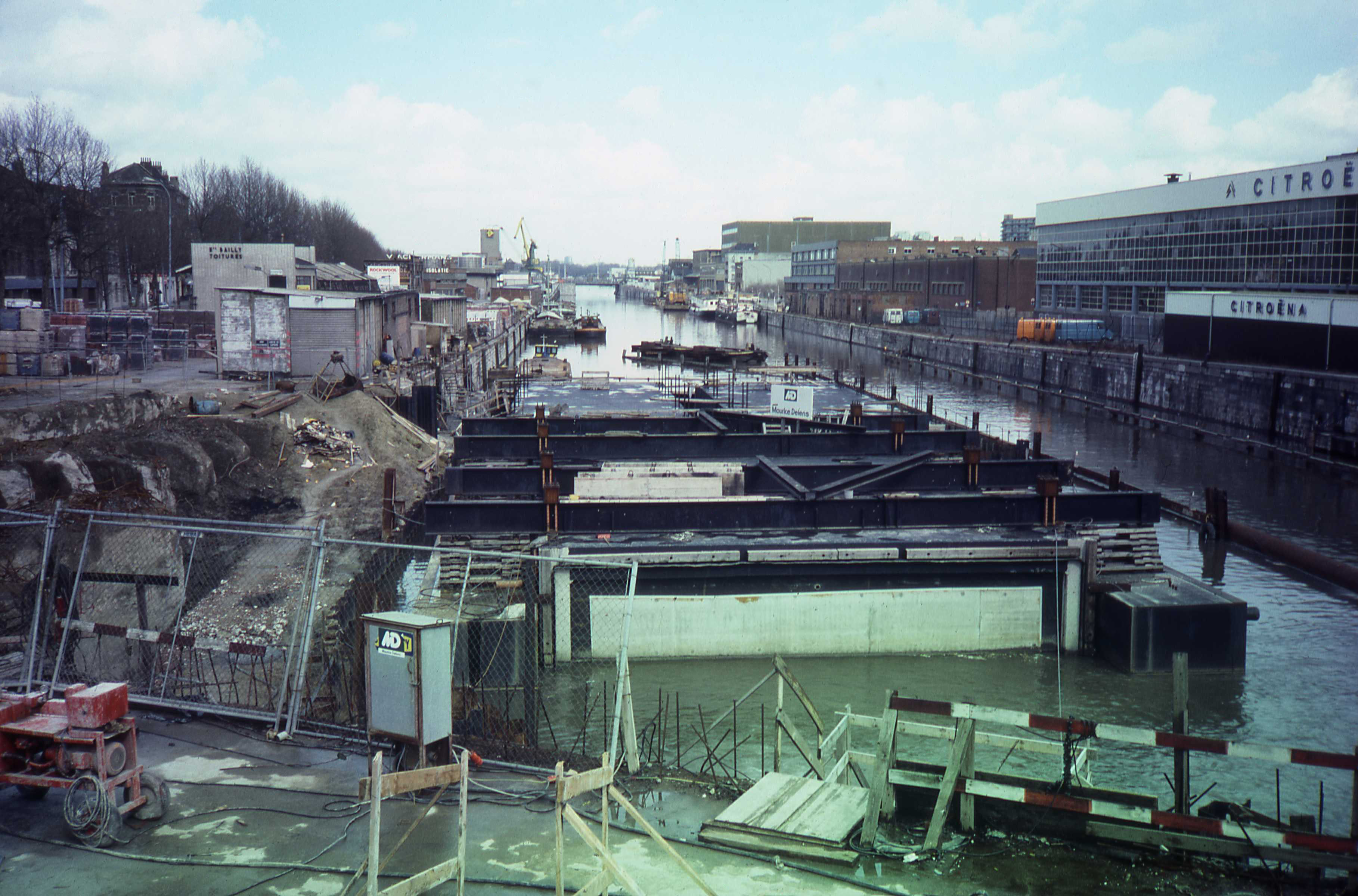
Drijvend metrotunnelelement in het kanaal

Het grootste gedeelte van de lijnen werd ondergronds met de openbouwputmethode aangelegd. Dieper gelegen secties zoals Centraal station - Park werden met de schildboormethode aangelegd. De oversteek van het kanaal voor de metrolijn 2 werd met drijvende en bezinkbare tunnelelementen aangelegd. Er werd zoveel mogelijk gebruikgemaakt van beschikbare tracéruimtes langs bestaande en opgeheven spoorlijnen waaronder de spoorlijn 26 (Merode - Delta), de westelijke ringlijn (Bockstael - Jacques Brel) en de opgeheven spoorlijn naar Tervuren (Beaulieu).

### Stations

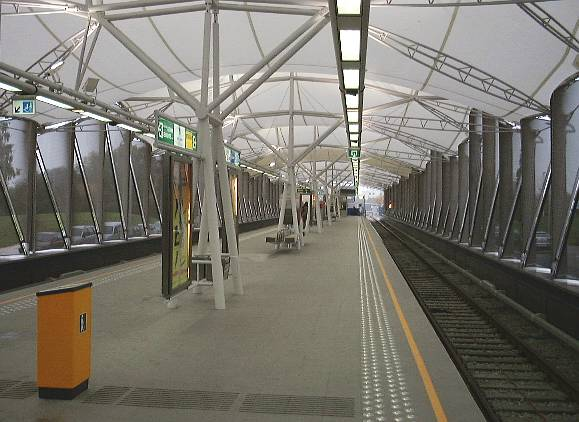
Station Erasmus, overdekt door een constructie van zeildoeken

Er zijn 60 metrostations (59 als men Elisabeth en Simonis als hetzelfde station beschouwt), waarvan het overgrote deel (85%) ondergronds ligt. Veel stations hebben zowel een Nederlandse als een Franse naam; uiteraard geldt dit niet voor naar personen genoemde stations. De toevoeging "straat", "plein" etc. wordt in de stationsnamen weggelaten. De architectuur van de meeste stations is redelijk sober, al zijn er wel op veel plaatsen duurdere bouwmaterialen als marmer gebruikt. Het belangrijkste decoratieve element van de Brusselse metro vormen de in vrijwel elk station aanwezige kunstwerken van bekende en minder bekende kunstenaars uit België en het buitenland. De nieuwste stations, daterend uit 2003-2006, hebben een modern, vernieuwend uiterlijk. Het meest opvallend is het eindpunt van lijn 5, station Erasmus, dat overspannen wordt door een constructie van zeildoeken. Het werd ontworpen door de architect Philippe Samyn, die eveneens tekende voor de nieuwe perronoverkapping van het station van Leuven. De stations van de eerste generatie worden geleidelijk aan vernieuwd: zo zijn de stations De Brouckère, Sint-Katelijne, Maalbeek en Tomberg al gerenoveerd. Het station Schuman ondergaat een grootschalige renovatie waarbij ook het spoorwegstation betrokken is. Het station Kunst-Wet, het drukste van het net, wordt sinds 2013 gerenoveerd.
Vroeger sprak men van Simonis (Leopold II) en Simonis (Elisabeth) om de verschillende kokers van hetzelfde station Simonis aan te duiden. Dit station werd namelijk door de voltooiing en het 'rondmaken' van het ringspoor voortaan twee maal aangedaan, met name door lijnen 2 en 6 . Wegens aanhoudende verwarring bij de reizigers heeft men op 5 november 2013 echter beslist elke koker een unieke naam te geven: Simonis (Leopold II) werd gewoon 'Simonis' en Simonis (Elisabeth) werd 'Elisabeth'. Simonis wordt aangedaan door metrolijn 6 en is het begin punt van metrolijn 2. Elisabeth is het eindpunt van metrolijnen 2 en 6.

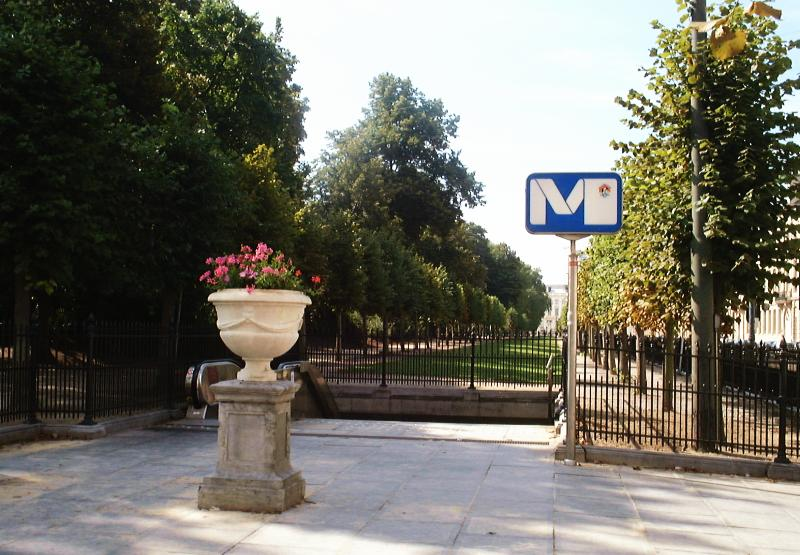
Toegang tot station Park

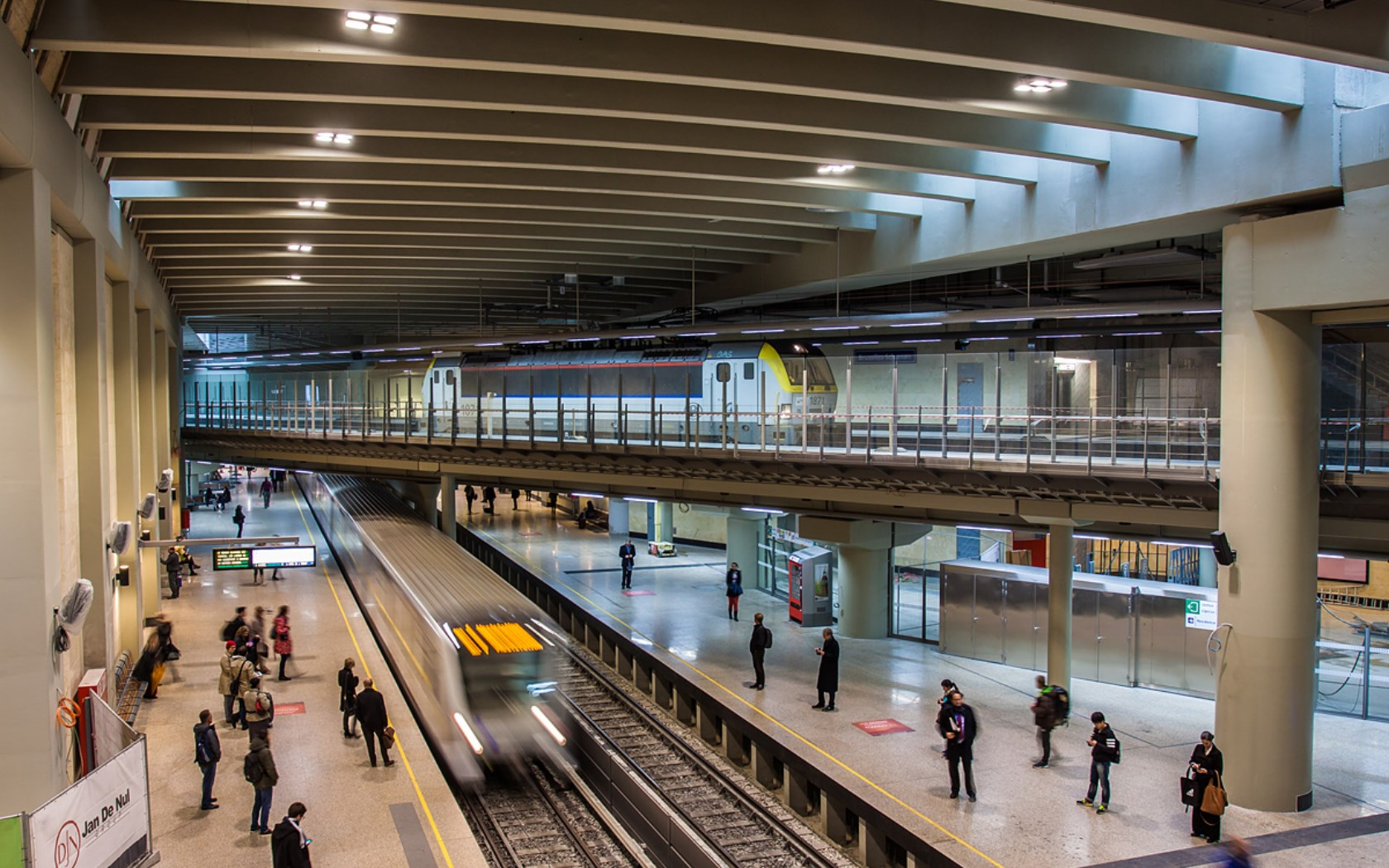
Metro- en treinstation Schuman

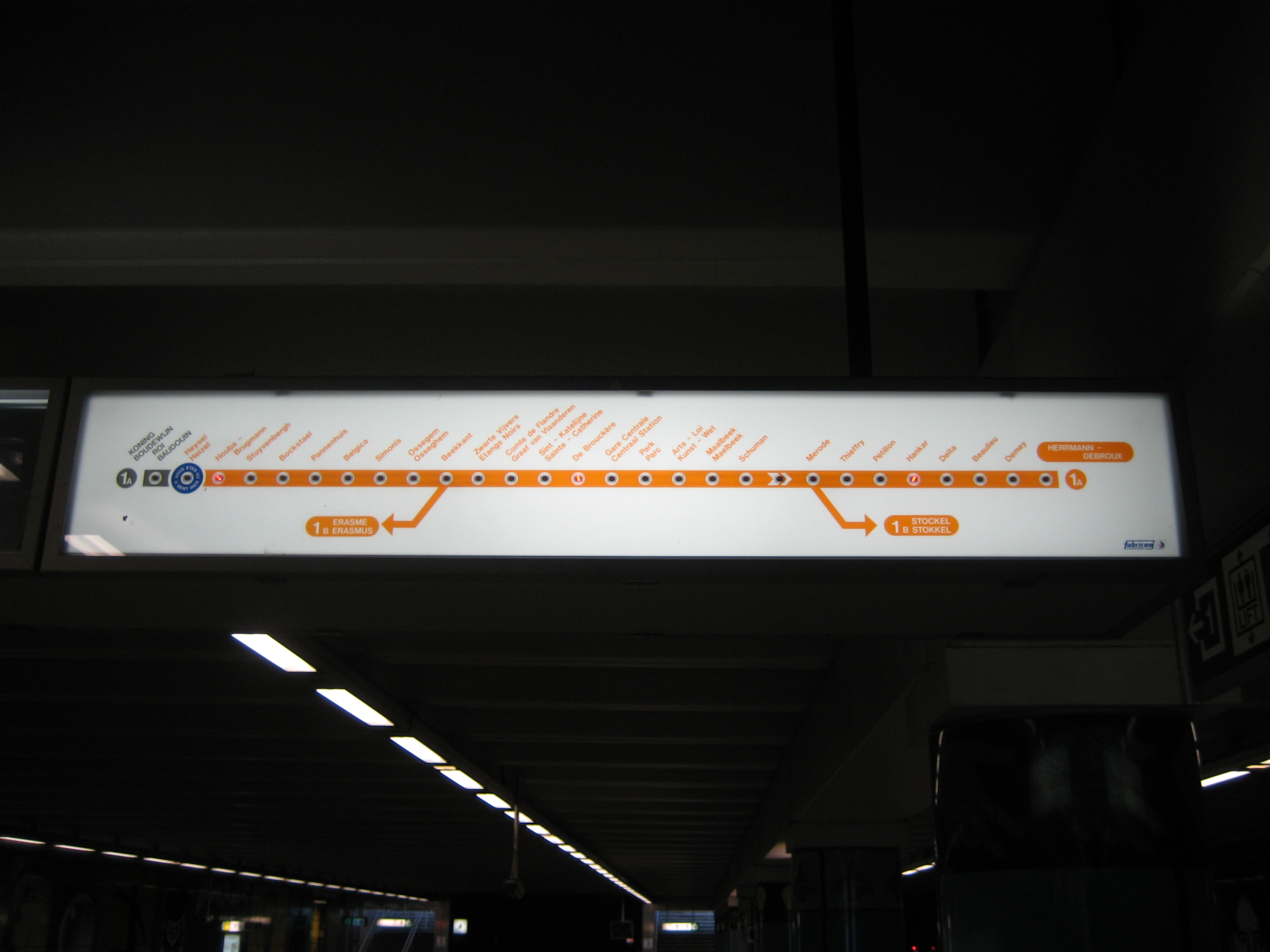
Paneel met lijnschema

De stations Zuidstation en Rogier, beide aan lijn 2/6, beschikken over zowel zijperrons als een eilandperron, zodat reizigers aan beide kanten kunnen in- en uitstappen (de "Spaanse methode"). Alle stations zijn uitgerust met roltrappen; nieuwere en enkele verbouwde stations beschikken tevens over liften. Station Maalbeek kreeg als primeur een deels verhoogd perron om een gelijke instap voor rolstoelgebruikers te creëren; de vloer van de treinen is namelijk iets hoger dan de perrons.
Veel metrostations worden afgesloten met toegangspoorten. In juli 2011, een jaar na het beginnen plaatsen, waren al 37 van de 69 stations uitgerust met poortjes, waardoor deze niet meer toegankelijk zijn zonder geldig vervoersbewijs. In 2013 moest het project afgerond zijn. Om het aantal zwartrijders verder te verminderen, worden sinds november 2018 ook bij de uitgangen van de stations poortjes geplaatst.
In de stations hangen panelen met lijnschema's waarop door middel van lampjes wordt aangegeven waar zich op dat moment de treinen bevinden. Op deze manier kan de reiziger zien hoelang het duurt vooraleer de volgende trein aankomt.

#### Drukste stations
Kunst-Wet was in 2010 met 140.000 dagelijkse gebruikers het drukste metrostation van het Gewest. In het weekend zakte het gemiddelde aantal reizigers naar 9.000. De
Brouckère en Rogier, twee stations in het centrum van de stad, verwerkten dan de meeste passagiers. Op zondag was het Zuidstation het drukst bezocht. In 2013 was Simonis het drukst bezochte metrostation. De Brouckère en het Zuidstation bezetten toen plaatsen twee en drie.
In juli 2020 was het Zuidstation het drukste station in de week, gevolgd door Simonis en Rogier. Het minst drukke station was Vandervelde, voorafgegaan door Joséphine-Charlotte en Heizel.

#### Overzicht van openingsdata
| Traject                       | Lijn(en) | Lijn(en) | Openingsdatum     |
| Traject                       | Toen     | Huidig   | Openingsdatum     |
| ----------------------------- | -------- | -------- | ----------------- |
| De Brouckère - Merode         | 1A/B     | 1, 5     | 20 september 1976 |
| Merode - Beaulieu             | 1A       | 5        | 20 september 1976 |
| Merode - Tomberg              | 1B       | 1        | 20 september 1976 |
| Sint-Katelijne - De Brouckère | 1A/B     | 1, 5     | 13 april 1977     |
| Beaulieu - Demey              | 1A       | 5        | 7 juni 1977       |
| Beekkant - Sint-Katelijne     | 1A/B     | 1, 5     | 8 mei 1981        |
| Bockstael - Beekkant          | 1A       | 6        | 6 oktober 1982    |
| Sint-Guido - Beekkant         | 1B       | 5        | 6 oktober 1982    |
| Tomberg - Alma                | 1B       | 1        | 6 oktober 1982    |
| Demey - Herrmann-Debroux      | 1A       | 5        | 23 maart 1985     |
| Heizel - Bockstael            | 1A       | 6        | 10 mei 1985       |
| Veeweide - Sint-Guido         | 1B       | 5        | 5 juli 1985       |
| Alma - Stokkel                | 1B       | 1        | 31 augustus 1988  |
| Simonis - Zuidstation         | 2        | 2, 6     | 2 oktober 1988    |
| Bizet - Veeweide              | 1B       | 5        | 10 januari 1992   |
| Zuidstation - Clemenceau      | 2        | 2, 6     | 18 juni 1993      |
| Koning Boudewijn - Heizel     | 1A       | 6        | 25 augustus 1998  |
| Erasmus - Bizet               | 1B       | 5        | 15 september 2003 |
| Clemenceau - Delacroix        | 2        | 2, 6     | 4 september 2006  |
| Delacroix - Weststation       | 2, 6     | 2, 6     | 4 april 2009      |

## Materieel

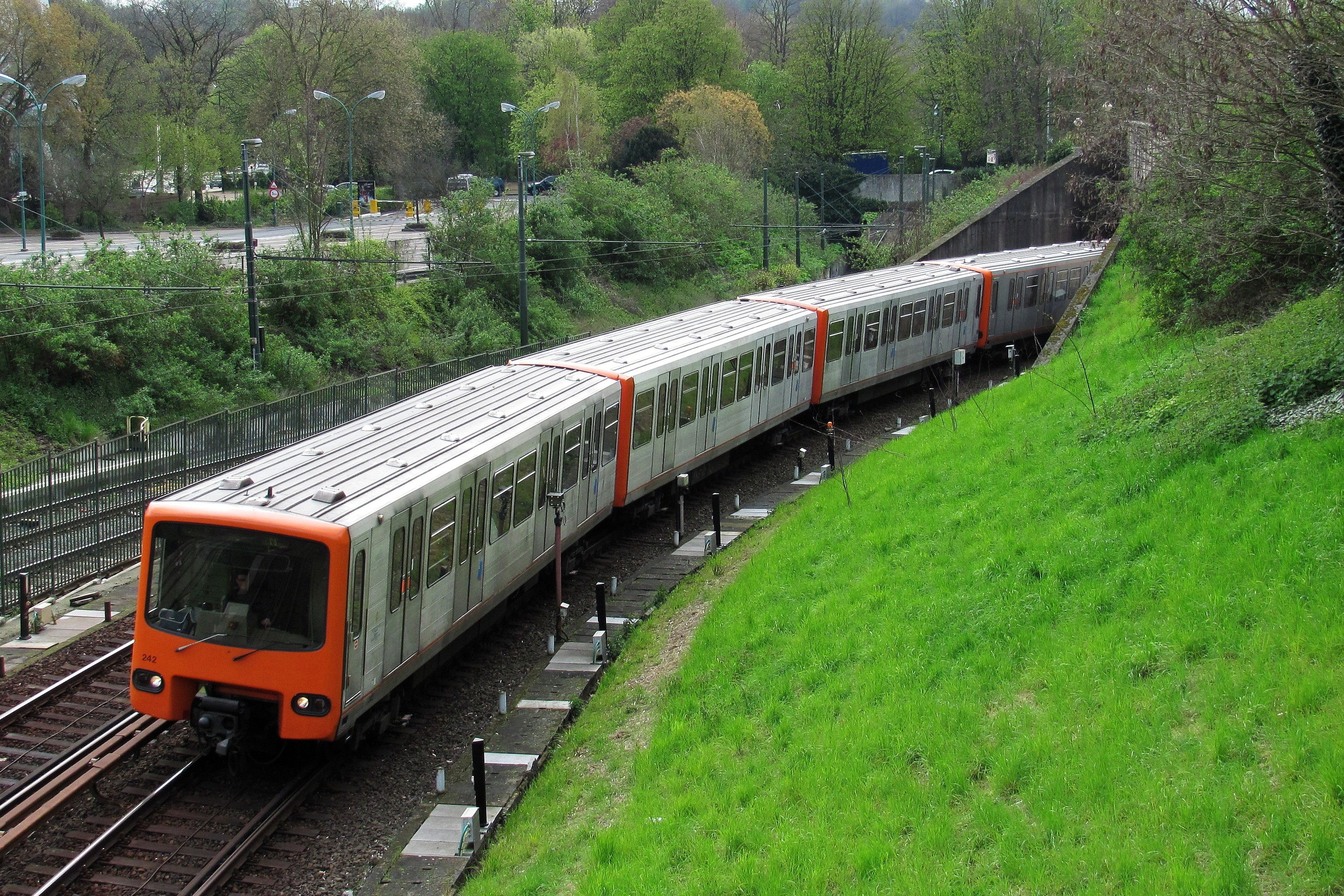
Treinstel (type U3) bereikt station Heizel.

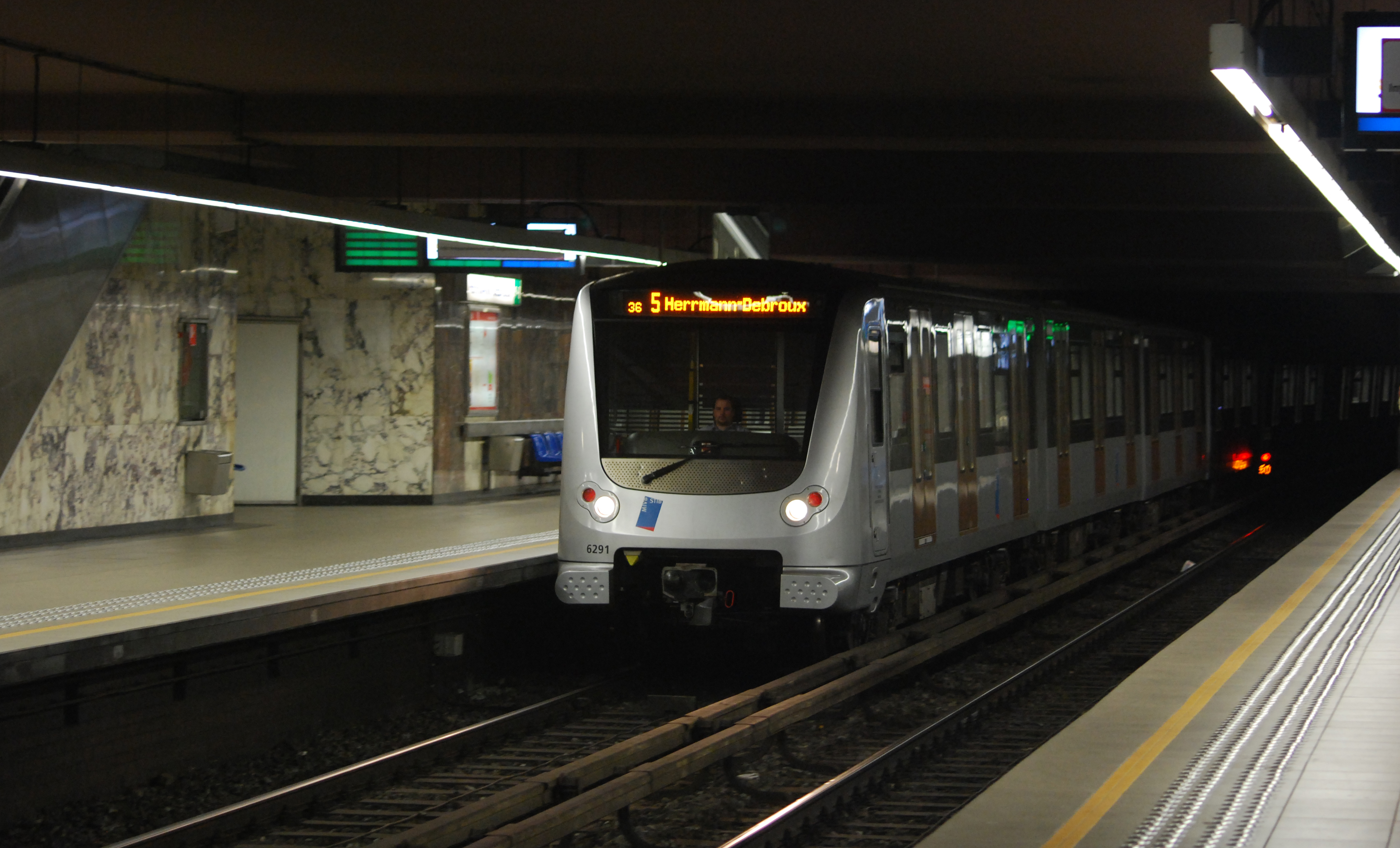
Een BOA-treinstel.

De meeste treinen zijn uitgerust met een automatisch audiovisueel stationsomroepsysteem. In het midden van de rijtuigen hangen elektronische schermen waarop de volgende halte wordt aangekondigd; een vrouwenstem roept de naam van het station om en vermeldt eventuele overstapmogelijkheden. Omdat het gehele metronetwerk vanaf het begin werd uitgerust met een continue treinbeïnvloeding geleverd door ACEC, wordt de discreet instelbare snelheid (25-40-50-60-72 km/h) op alle treinen continu bewaakt (overschrijding leidt tot dienstremming tot stilstand).
Er wordt een onderscheid gemaakt tussen de Mx-rijtuigen (M1 tot M5), de BOA's (M6) en de M7.

### Oranje-koppige Mx rijtuigen
Het wagenpark bestond oorspronkelijk uit 90 rijtuigen (45 treinstellen ) van elk 18 meter lang. Hiervan werden 60 rijtuigen (30 treinstellen M1, eerste reeks ) in 1974-1976 geleverd door BN (nu onderdeel van Bombardier Transportation) en 30 rijtuigen (15 treinstellen M2, tweede reeks) in 1975-1976 geleverd door CFC. De draaistellen werden door MTE en Schneider gebouwd. Deze rijtuigen hebben één bestuurderscabine, waardoor ze vast per twee gekoppeld rijden, zonder overgangsmogelijkheid tussen beide; dit type wordt aangeduid als U2. Aan beide zijden telt een rijtuig vier deuren, de maximumsnelheid is 72 km/u. Vanwege de uitbreiding van het net kwamen er in 1980-1981 nog 70 rijtuigen bij, waardoor er in totaal 80 tweerijtuigstellen beschikbaar waren (M3, derde reeks). Vanaf deze reeks werd het mogelijk zich - enkel onder begeleiding - doorheen het stel te begeven via binnendeuren tussen de rijtuigen.
Met de opening van lijn 2 in 1988 werd capaciteitsuitbreiding opnieuw noodzakelijk. Ditmaal werden er 32 gemotoriseerde tussenrijtuigen (M4, ook VIM-reeks) besteld, die werden gebruikt om een aantal U2-stellen tot drierijtuigtreinen om te bouwen, die aangeduid worden als U3. De reeks werd geleverd in 1991-1992. In 1999-2000 werden ten slotte nog eens 25 rijtuigen geleverd als vijf U2- en vijf U3-koppelstellen (M5, de vijfde reeks), waardoor er in totaal 90 treinstellen beschikbaar kwamen. Treinstellen U2 en U3 worden doorgaans gecombineerd tot 8 vierrijtuigtreinen (U4) en 37 vijfrijtuigtreinen (U5), waarbij de perronlengte in feite nog licht onderbenut wordt.

### M6 of BOA-rijtuigen
In februari 2004 werden bij de Spaanse fabrikant CAF vijftien nieuwe treinstellen M6 besteld. Het gaat hierbij om gelede zesrijtuigstellen met doorgangsmogelijkheid over de gehele lengte, waardoor reizigers meer bewegingsvrijheid hebben en er geen capaciteit verloren gaat in de ruimte tussen de rijtuigen. De nieuwe treinstellen hebben een maximumsnelheid van 72 km/u en beschikken per zijde over 18 deuren (drie per rijtuigbak). De serie heeft typenummer B2 gekregen en wordt ook BOA genoemd. De treinen kunnen 774 passagiers vervoeren, beduidend meer dan de U5-stellen, die plaats bieden aan 695 reizigers. De BOA-treinstellen zijn met een lengte van 94 meter dan ook vier meter langer dan een U5-combinatie. De levering van de nieuwe serie begon in de zomer van 2007 en is in 2008 voltooid. In 2011 werd een vervolgserie van nog eens zes Boa-stellen geleverd, wat het totaal op 21 stellen brengt.

### M7
De MIVB heeft 43 M7-stellen besteld bij CAF die vanaf 2021 op het net zullen rijden. Een M7-metrostel is 94 meter lang en kan 742 passagiers vervoeren. Net zoals de BOA bestaat het uit zes rijtuigen. Tweeëntwintig van de bestelde voertuigen worden tegen 2022 geleverd. De rest zal later aankomen. Het is de bedoeling de M7 vooral in te zetten op de drukke metrolijnen 1 en 5 om deze te ontlasten. Ook kunnen ze ingezet worden op de toekomstige metrolijn 3.

## Dienstuitvoering

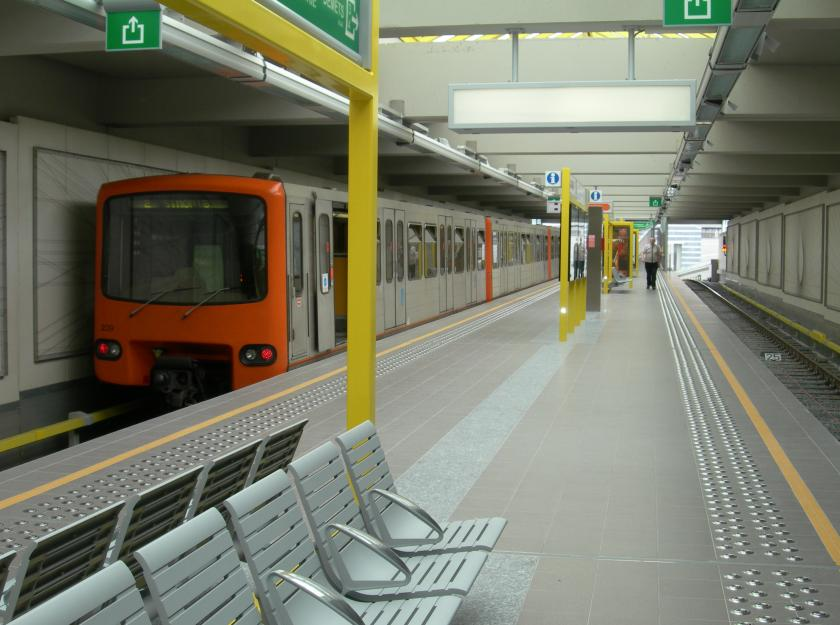
Metrotrein in station Delacroix

De Brusselse metro is geopend van half zes 's ochtends tot ongeveer half een 's nachts. De metro rijdt gemiddeld om de tien minuten. Op zaterdag worden de frequenties van metrolijnen 2 en 6 versterkt vanaf 10 uur. De metro rijdt dan met een frequentie om de 7,5 minuten.
De MIVB wil het stijgend aantal ritten kunnen opvangen en gaat daarom in de toekomst het aanbod naar het noorden van de stad opdrijven. Hiervoor gaat ze het bestaande metropark van 66 stellen uitbreiden met 43 metrostellen. De eerste metrotreinen zullen vanaf 2020 worden afgeleverd. Daarnaast wil de vervoersmaatschappij ook aan een verbetering van de veiligheidssignalisatie werken. Dit is nodig om de doorkomstfrequentie van de metrostellen te verhogen. Van een frequentie van 2,3 minuten tot 2 minuten. Tegen 2020 moet de nieuwe signalisatie op een gedeelte van de lijnen 1 en 5 in werking treden.
Treinen worden gevoed met 900 V gelijkstroom door middel van een derde rail (stroomafname aan de onderzijde). In het net wordt rechts verkeer aangehouden, behalve op het traject Zuidstation-Koning Boudewijn, waar links wordt gereden, omdat de tunnelbuizen elkaar kruisen in het uit twee niveaus bestaande metrostation onder station Brussel-Zuid. De oorspronkelijke reden van het linksrijden op dit traject, ligt in het feit dat vóór de herinrichting van het metronet in 2009 de treinen van lijn 1A moesten keren in het station Beekkant, om hun weg te vervolgen richting Koning Boudewijn of Herrmann-Debroux. Een trein die in rechtsbedrijf vanuit Zwarte Vijvers aankwam in Beekkant, kon na het keren in linksbedrijf naar Ossegem rijden, zodat deze niet de andere sporen hoefde te kruisen. In omgekeerde richting werkte dit hetzelfde. Na de voltooiing van de ringlijn en het invoeren van de nieuwe lijnvoering, is het linksbedrijf blijven bestaan op dit trajectdeel. Immers, zo hoefde de bestaande lijn niet te worden omgebouwd.
Direct ten zuiden van station Delta bevindt zich het hoofddepot, waar ook onderhoud en reparaties van de treinen plaatsvinden. Het tracé van lijn 5 kruist het depot ondergronds. Het depot bedient vooral de lijnen 1 en 5. Een tweede stelplaats opende in 2008 bij het metrostation Jacques Brel om al het nieuwe metromaterieel te kunnen huisvesten. Hier staan vooral metro's van lijnen 2 en 6. Net zoals bij Delta, wordt er hier ook onderhoud gedaan. In het kader van de aanleg van metrolijn 3 zal er een derde stelplaats worden geopend in Haren. Bij de opening van de lijn zal deze 24 metrostellen kunnen stallen, een aantal dat indien nodig nog uitgebreid kan worden tot 47.
In het station Park is de centrale verkeersleiding gevestigd, vanwaar de reiswegaanleg en reiswegbeheer automatisch gebeurt, met continue optimalisatie van de verkeersstromen door de dispatchers. De metrobestuurder hoeft normaal gesproken enkel de deuren te bedienen en de laterale seininrichting te volgen, waarbij de snelheid van de trein continu bewaakt wordt. Pas bij indienstnemen van automatische lijnen en bijhorend materieel zal men zonder bestuurder kunnen rijden.

## Toekomstplannen

### Ideeën

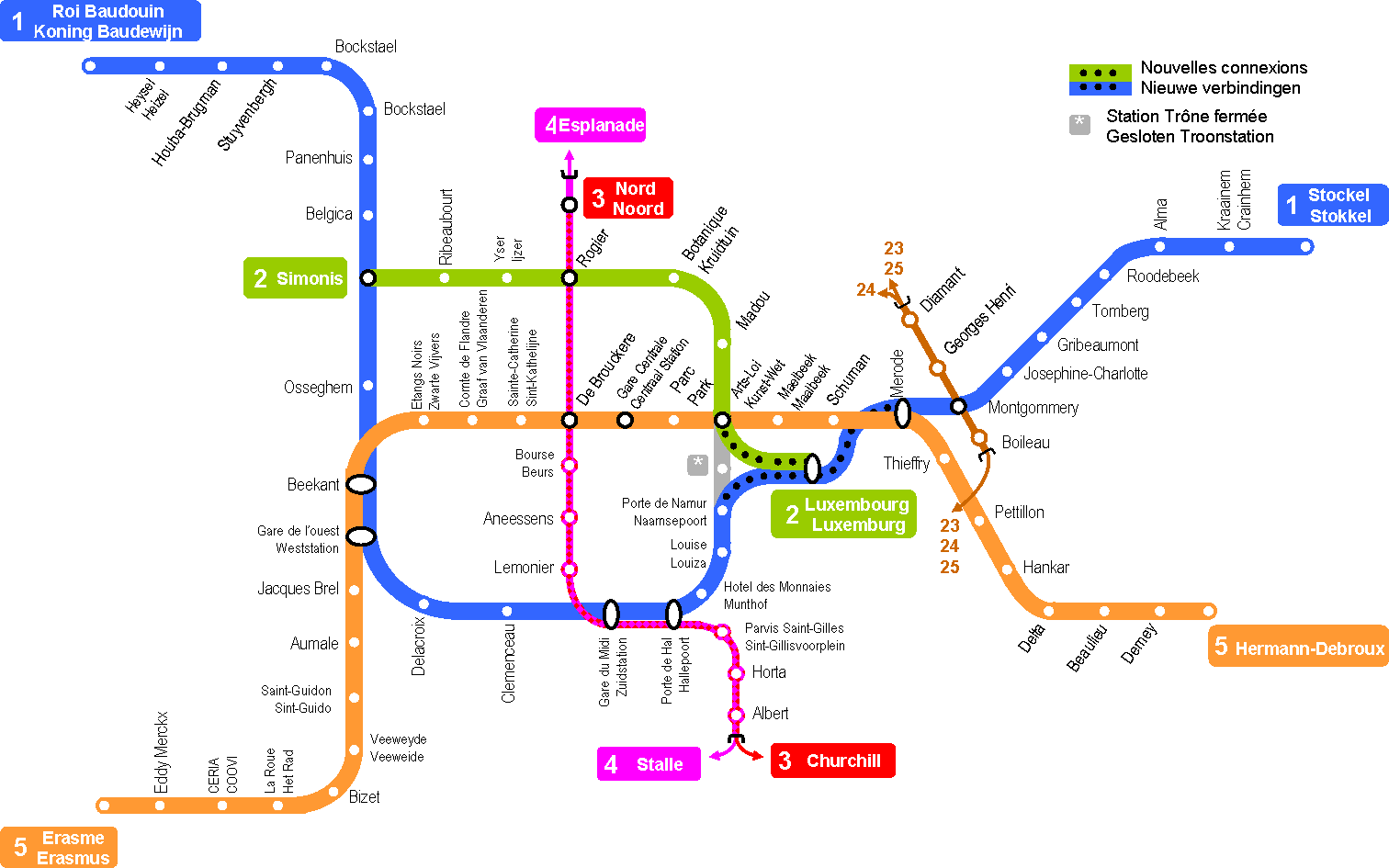
Mogelijke uitbreidingen tot 2020 (pre-Iris 2)

Om capaciteitsproblemen op het gemeenschappelijke gedeelte van lijn 1 en lijn 5 en het afzonderlijke gedeelte van lijn 1 (naar Stokkel) het hoofd te bieden, noemt de MIVB in haar langetermijnvisie een aantal ideeën. Een daarvan is het project Pulsar, dat het invoeren van een automatische metro (zonder bestuurder) voor de lijnen 1 en 5 tegen 2019 behelst. Hiermee kan de frequentie van 24 doorkomsten per uur per richting opgetrokken worden tot 35 of 40 doorkomsten per uur per richting.
Een tweede idee is het ontdubbelen van lijn 1 en 5 door de aanleg van een nieuwe tunnel tussen Merode en Naamsepoort via het station Brussel-Luxemburg. Dit spoorwegstation zou het kruispunt worden van een lijn die lijn 1 vanuit Stokkel via de kleine ring verbindt met het Zuidstation, en een verlegging van lijn 2, komend van Kunst-Wet, via Elsene naar Ukkel. Het noordelijke en het zuidelijke deel van de huidige ringlijn 2/6 zouden hierdoor twee afzonderlijke lijnen worden. Later zou de tak Simonis - Luxemburg dan verlengd kunnen worden via Elsene (Cocq) en Sint-Gillis (Waterloosesteenweg) tot Ukkel (Vanderkindere). Station Troon zou hierbij gesloten worden.
Ook een verlenging van metrolijn 2/6 vanaf station Elisabeth naar Berchem werd vaak voorgesteld, maar nog nooit concreet gemaakt.
In 2007 was er sprake van de zuidwestelijke verlenging van lijn 5 tot Neerpede. Daarnaast werd er geopperd de noord-zuidas van de premetro om te vormen tot een volwaardige metrolijn, die bovendien in het noorden tot het NAVO-hoofdkwartier in Haren en in het zuiden naar station Ukkel-Stalle verlengd zou worden.

### Iris 2 (2008) en de nieuwe metrolijn 3
In 2008 werd het mobiliteitsplan Iris 2-plan voorgesteld. In het plan werden knopen doorgehakt en werd er beslist welke van bovenstaande ideeën nader bestudeerd worden. Men kondigt de studie naar een uitbreiding van het net met 2 nieuwe lijnen tegen 2020 aan.
- Lijn 3 zal Schaarbeek Vorming met Station Ukkel-Kalevoet verbinden. Begin 2010 werd besloten voorrang te geven aan de uitbreiding naar het noorden met een nieuwe ondergrondse lijn van ongeveer 4 kilometer.
- Lijn 4 zal Simonis via station Brussel-Luxemburg en Elsene met Ukkel Vanderkindere verbinden.

In september 2010 werd door de Brusselse regering een akkoord bereikt over een vernieuwde versie van het mobiliteitsplan Iris 2. In het mobiliteitsplan wordt beslist een studie naar de automatisatie ('Pulsar') van metrolijnen 1 en 5 uit te voeren en de komst van een nieuwe metrolijn naar Schaarbeek tegen 2018 wordt bevestigd. De uitbreiding van de metro naar Ukkel zou enkel bestudeerd worden. Van een metrolijn 4 werd voorlopig niet meer gesproken.

#### Metrolijn 3

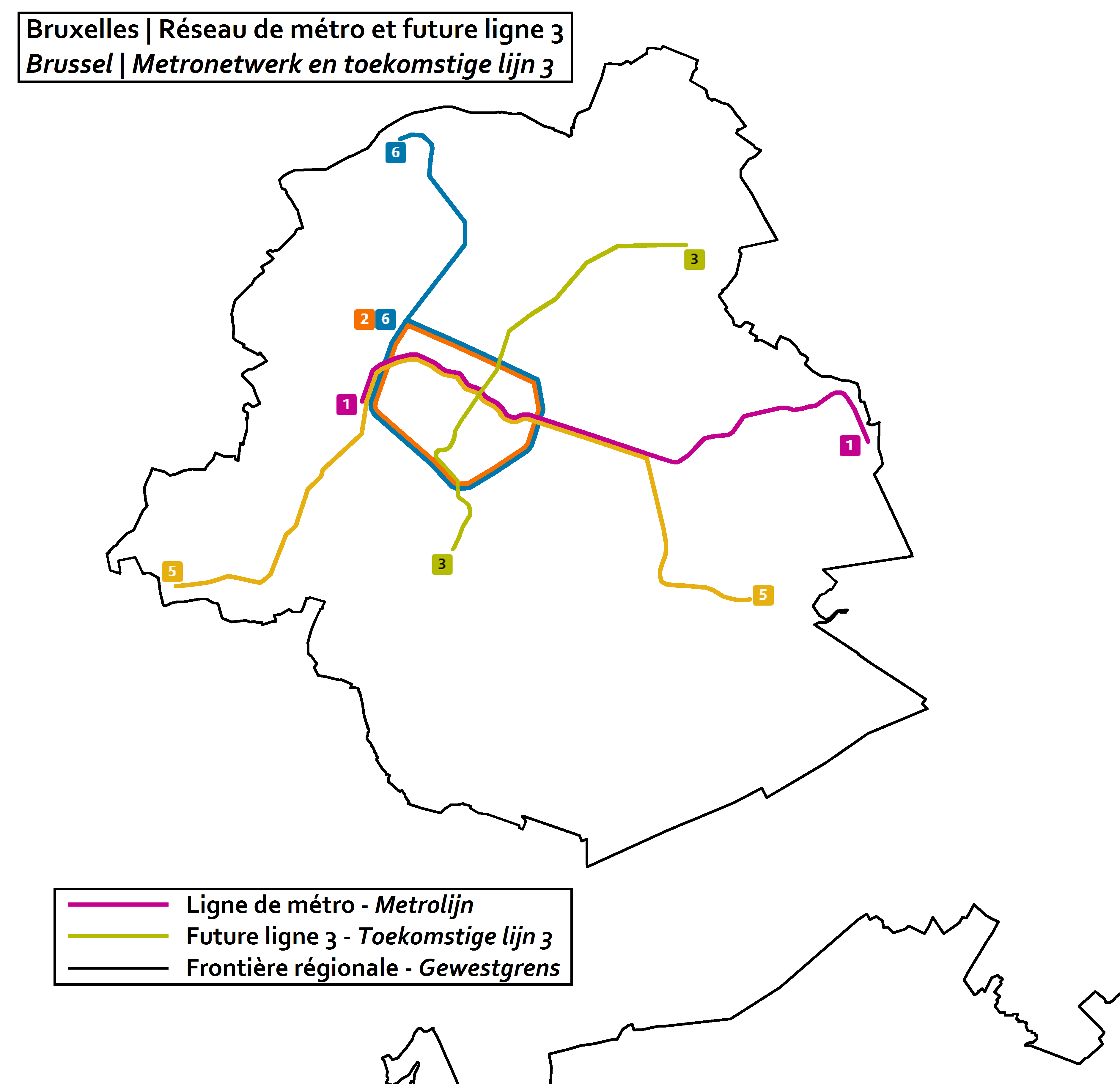
Het toekomstig metronetwerk na de ingebruikname van metrolijn 3

In december 2010 trekt Beliris 10 miljoen euro uit voor de eerste studie voor de bouw van deze metrolijn en concludeert dat de metro naar de noordelijke wijken de belangrijkste prioriteit voor de Brusselse metro is. In 2013 werden gedetailleerde tracé-studies uitgevoerd, waar varianten via het station Schaarbeek en via het Paul Brien-ziekenhuis geschrapt werden wegens concurrentie met respectievelijk het GEN en tramlijn 62. De metro zal volgende stations aandoen: Noordstation, Liedts, Collignon, Waelhem (met mogelijke verbinding naar Verboekhoven als daar een GEN-station komt), Riga/Helmet, Linde, Vrede, Bordet. De keuze tussen een tracé via de Rigasquare met een extra halte Linde of via het Helmetseplein zou beslecht moeten worden voor de verkiezingen van mei 2014. De eigenlijke werkzaamheden zouden in 2018 aanvangen zodat de metrolijn geopend kan worden in 2028, al werd eerder ook 2022, 2023 en 2025 vermeld.
Begin mei 2014 wordt het traject definitief vastgelegd, met haltes in Station Brussel-Noord, Liedts, Collignon, Waelhem, Riga, Linde, Vrede en Station Bordet. Een nieuwe stelplaats voor deze lijn zal in Haren gebouwd worden. In 2015 en 2016 volgt de aanvraag voor een stedenbouwkundige vergunning en een milieuvergunning. In 2017 zou de openbare aanbesteding gelanceerd worden, zodat een jaar later de werkzaamheden kunnen beginnen.
In 2015 maakte de Brusselse regering bekend dat de opening van het tracé Albert - Noordstation al tegen 2021 wordt voorzien. Tegen 2019 worden reeds zware capaciteitsproblemen op de huidige premetroverbinding verwacht. De verlengde lijn tot Evere zou pas in (toen) 2024 klaar zijn. De verlengde lijn zal onmiddellijk door een geautomatiseerde metro bediend worden. De kosten voor de verlenging worden gedragen door de federale overheid (via het samenwerkingsverband 'Beliris'); de kosten voor de ombouw van de bestaande premetro worden gedragen door Brussel.
Volgens de planning van de regering moeten de komende jaren de nodige vergunningen worden verkregen, zodat de bouw in 2018 kan beginnen. De bouw van de nieuwe metrotunnel gebeurt via het boren van een enkele tunnelpijp met een doorsnede van 9,8 meter. Die techniek zou grote werven aan de oppervlakte moeten vermijden. De geplande opleveringsdatum is in 2017 herschat naar 2028. In 2018 is deze weer verlegd naar 2030.
In september 2011 werd de aanbesteding voor de automatische metro uitgeschreven. Door vertraging met deze aanbesteding werd de ingebruikname van de automatische metro voorzien op metrolijnen 1 en 5 voor 2020, twee jaar later dan aanvankelijk de bedoeling was.

### GPDO (2017)
In het Gewestelijke Plan voor Duurzame Ontwikkeling (GPDO) uit 2017 werden twee mogelijke metro-uitbreidingen voorgesteld:
- De verlenging van metrolijn 3 naar het zuiden richting Ukkel (zoals eerder al voorgesteld werd).
- Een metrolijn 4 die Simonis via station Brussel-Luxemburg met Elsene verbindt.

Het verschil met de vorige plannen voor een metrolijn 4 is dat het zuidelijke deel van metrolijn 2 niet de antenne naar Stokkel zou overnemen, maar een nieuw tracé zou krijgen naar het noorden en westen: van Kruidtuin via het Noordstation tot Thurn-en-Taxis. Metrostation Troon zou in deze plannen dus niet gesloten worden.

## Daklozen
Het Brusselse metronetwerk herbergt honderden dakloze personen. In 2023 werd hun aantal geschat op 700 per dag, waarvan er 200 's nachts bleven slapen. De MIVB laat dit in het kader van haar winterplan elk jaar toe tot 31 maart. De stations IJzer, Ribeaucourt, Merode en Naamsepoort tellen de grootste concentraties. In 2023 is het project SubLINK opgestart om het probleem structureel aan te pakken.